# Nazionale maschile di pallacanestro dello Sri Lanka
La nazionale di pallacanestro dello Sri Lanka è la rappresentativa cestistica dello Sri Lanka ed è posta sotto l'egida della Federazione cestistica dello Sri Lanka.

## Piazzamenti

### Campionati asiatici
- 1975 - 13°
- 1977 - 14°
- 1981 - 12°
- 1985 - 15°
- 1991 - 18°

- 1995 - 19°
- 2009 - 16°

### Giochi asiatici
- 1966 - 10°

## Formazioni

### Campionati asiatici
Campionato asiatico maschile di pallacanestro 20094 Kolamba, 5 Rajapakshe, 6 Sooroyaarachchi, 7 De Silva, 8 Agalathunga, 9 Danawansa, 10 Perera, 11 Abesekara, 12 Senanayake, 13 Kulathunga, 14 Fernando, 15 Serasinghe,        All. Ajith Kuruppu

## Nazionali giovanili
- Nazionale Under-18
- Nazionale Under-16